# Marino Massimo De Caro
Marino Massimo De Caro (* 1973 in Italien) ist ein italienischer Antiquar, Bibliothekar, Hochstapler und Kunstfälscher, der maßgeblich in einen der größten internationalen Betrugsfälle mit antiquarischen Büchern der jüngeren Zeit verwickelt ist. Dabei wurden  Bestände der  Biblioteca dei Girolamini in Neapel systematisch ausgeplündert.

## Beruflicher Werdegang
De Caro verfügt über keine abgeschlossene akademische Ausbildung, ist in der Vergangenheit aber in der wissenschaftlichen Öffentlichkeit mit einer zweibändigen kunsthistorischen Studie über Galileo Galilei hervorgetreten und arrivierten Galilei-Forschern, wie z. B. Horst Bredekamp und Nick Wilding, nicht unbekannt. Im April 2011 wurde De Caro vom italienischen Kulturminister Giancarlo Galan, bei dem er schon Energie-Berater war als dieser noch Landwirtschaftsminister war, zum Sonderberater ernannt, im Dezember 2011 dann von dessen Nachfolger Lorenzo Ornaghi.

## Direktor der Biblioteca dei Girolamini 2011 und 2012
Im Juni 2011 schließlich ernannte ihn das Kulturministerium (auf Vermittlung des Berlusconi-Vertrauten Marcello Dell’Utri) offiziell zum Direktor der staatlichen Biblioteca dei Girolamini, der ältesten Bibliothek Neapels. Sie beherbergt eine bedeutende historische Buchsammlung. Unmittelbar nach Übernahme des Direktorenamtes ließ De Caro große Teile der Buchbestände umräumen, vorgeblich, um die Regale im Rahmen von Sanierungsarbeiten von Holzwürmern befreien zu lassen. Staatsanwaltschaft und Ermittlungsbehörden glauben jedoch, dass die Aktion ausschließlich der Verschleierung eines umfangreichen Diebstahls diente und dabei reihenweise Karteikarten und Inventarlisten zerstört und Tausende von Büchern entwendet und illegal verkauft wurden.
Im Frühjahr 2012 besuchte der Kunsthistoriker Tomaso Montanari die Biblioteca dei Girolamini. Aufgeschreckt von den skandalösen Zuständen der Bibliothek informierte er die Öffentlichkeit und berichtete in einem Artikel der Tageszeitung Il Fatto Quotidiano eingehend über die Verwahrlosung der Einrichtung. Bei den daraufhin eingeleiteten Untersuchungen kam es zur Aufdeckung des umfangreichen Betrugsfalls und eines internationalen Netzwerks aus Komplizen, Zwischenhändlern und sonstigen Beteiligten, und De Caro wurde festgenommen unter dem Verdacht des Diebstahls in der Biblioteca dei Girolamini. Auf deutscher Seite führte die Affäre am 2. August 2013 zur Verhaftung des Geschäftsführers des Münchener Auktionshauses Zisska, Schauer & Co.
In der Folge wurde De Caro für das Verschwinden von Tausenden von Bänden – darunter Jahrhunderte alte Ausgaben von Aristoteles, Descartes, Galilei und Machiavelli – verantwortlich gemacht und angeklagt. Er kam mit der milden Strafe von 7 Jahren Hausarrest davon. Die italienische Staatsanwaltschaft hatte danach zu klären, wie sich „quasi unter den Augen des italienischen Kulturministeriums“ ein Betrugsfall dieses Ausmaßes abspielen konnte.
De Caro gab auch zu, Bücher aus einem nahen Konvent und aus der Bibliothek des Klosters von Montecassino gestohlen zu haben. Unter den rund 600 in München beschlagnahmten Büchern war eine Erstausgabe von Galileis Sidereus Nuncius, eine von Keplers Astronomia Nova und zwei Exemplare von Kopernikus’ De revolutionibus orbium coelestium. Der Schätzwert der Bücher betrug 2,4 bis 3 Millionen Euro. Sie kamen 2015 zunächst nach Rom. Nicht alle waren aus Neapel gestohlen worden, auch zwei Bibliotheken in Florenz waren betroffen, und die Herkunft der einen Kopernikus-Ausgabe war 2015 noch ungeklärt. Schauer wurde 2015 in Neapel zu fünf Jahren Haft verurteilt, wogegen er Berufung einlegte.

## Die Spezialausgabe des Sidereus Nuncius von Galileo Galilei
Im Jahr 2005 verkaufte De Caro eine Spezialausgabe des Buches Sidereus Nuncius von Galileo Galilei, die originale Tuschezeichnungen enthielt, an den angesehenen Antiquar Richard Lan des New Yorker Antiquariats Martayan Lan. Richard Lan wandte sich daraufhin zur Klärung der Frage nach der Echtheit der Buchausgabe an weltweit führende Galilei-Forscher. 2007 erschien Horst Bredekamps  Monografie Galilei der Künstler, die auf diesem sensationellen Fund basierte, und in der die bisher unbekannten Tuschezeichnungen Galilei zugeschrieben wurden. Nach eingehender Prüfung inklusive materialtechnischer Studien wurde diese Ausgabe von einem wissenschaftlichen Team unter Leitung von Horst Bredekamp für echt befunden. Bredekamps in den deutschen Feuilletons hymnisch gefeierter Monografie zufolge offenbarten Galileis durch das Teleskop gewonnene Mond- und Sonnenzeichnungen, dass der Stil der Darstellungen über den Sinn des Dargestellten entschied, d. h. die Zeichenkunst Galileis als ein wesentliches Instrument seiner Forschungen zu verstehen sei, Galileis naturwissenschaftlicher Erkenntnisprozess quasi beim künstlerischen Zeichnen erfolgt sei. Nachdem der Betrug um die Biblioteca dei Girolamini publik geworden war, konnte der Wissenschaftshistoriker Nick Wilding auf Basis forensischer Indizien nachweisen, dass die von Bredekamp u. a.  als authentisch ausgewiesene Kopie des Sidereus Nuncius eine Fälschung ist, die mutmaßlich von De Caro in den US-amerikanischen Antiquitätenhandel gebracht worden war.
Nach Bekunden des Kunsthistorikers Horst Bredekamp war dieser Betrug „die gekonnteste bislang bekannt gewordene Fälschung De Caros“; für die getäuschten Wissenschaftler sei es eine bittere Erfahrung, „wie ein hoch spezialisiertes Fälscherteam seine Manipulationen so täuschend echt zu verhüllen vermochte“. Von Paul Needham, einem Kollegen aus der Forschergruppe Bredekamps, der sich ebenfalls von De Caros Spezialausgabe täuschen ließ, stammt dagegen folgende Einschätzung: “Is it a clever forgery? I am not convinced, despite being someone who managed to be fooled by both its printing and its paper. I am happier in saying that this reflects poorly on me than it reflects well on the makers.”
De Caro hat auch zugegeben, für 500.000 Euro eine Kopie des Sidereus Nuncius verkauft zu haben, die um 2004 aus der Spanischen Nationalbibliothek (BNE) gestohlen wurde, obwohl sie dies später dementiert hat. Laut Bericht der BNE-Techniker wurde das Original der Bibliothek gegen eine Fälschung basierend auf einem Faksimile von 1964 getauscht und wiederum von De Caro für die Fälschung der beiden 2005 von Martayan-Lan und Sotheby’s verkauften Sidereus Nuncius verwendet. De Caro bestätigte, dass er dieses Original verwendet habe, um seine Kopien zu erstellen.

## Weitere Karriere
Noch während seiner Zeit unter Hausarrest wurde De Caro im April 2016 wegen Ladendiebstahls in Verona festgenommen.

## Filmografie
- 2019: Der gefälschte Mond von Galileo Galilei. Auf der Spur eines Skandals, Regie: Pierre-Olivier François, Deutschland.